# Арійчук Евзебій Васильович
Евзебій Васильович Арійчук (30 серпня 1892, с. Шипинці, тепер Кіцманська міська громада, Чернівецька область — після 30 червня 1923) — український військовий діяч, хорунжий Армії УНР. Контррозвідник Української Галицької армії та Армії УНР.
Відповідно до українського законодавства може бути зарахований до борців за незалежність України у XX сторіччі.

## Життєпис
Народився 30 серпня 1892 в селі Шипинці, Кіцманський повіт (пов. Кіцмань) на Буковині в сім'ї вчителя і археолога-любителя Василя Арійчука, який обіймав посаду директора школи та був засновником товариства «Січ» у селі Нові Драчинці (Вашківецький повіт).
З 1906 року навчався в українській державній гімназії у місті Кіцмань, закінчив 4 класи.
У 1911 році добровільно вступив на військову службу. 1 березня 1914 року був приділений до жандармерії. У 1915 році був поранений, повернувся до жандармерії.
З 1917 року приділений до постерунку Глиниці аж до розпаду Австро-Угорщини.
За українських часів при жандармерії, працював в підпільному комітеті на Буковині. Перейшов до Галичини, 16 січня 1919 року приділений до «Р.В» (розвідного відділу), Коломия. Опісля відкомандирований до Городенки, де викрив польську організацію. Після відвороту за Дністер був приділений до «Р2В» Заліщики, де також викрив польську організацію. Опісля здійснив перехід через Збруч до Кам'янця-Подільського, з Кам'янця був приділений до Могилева-Подільського до «Р2В» і організації «Буковинського куріня». З Могилева — відворот аж до Чорториї на Волині, де захорів на плямистий тиф. Опісля повернув до Проскурова і перейшов польсько-большевицьку позицію і прибув до Винниці.
Був помічником сотника Дідушка від УСС. Співорганізатор повстання проти більшовиків та з'єднання з 4 Київською дивізією Тютюнника, де зайняв посаду в контррозвідці.
2 січня 1921 року — прибув до табора в Ліберцях, а 14 березня 1921 перейшов з Ліберця до Йозефова. Навчався в учительській семінарії в Йозефові.
30 червня 1923 року подав заяву на вступ до Української господарської академії в Подебрадах, але отримав відмову через відсутність документів про середню освіту.

## Нагороди
- Пам'ятний хрест 1912/13
- Срібний і залізний хрест «За цивільні заслуги» (Австро-Угорщина) з короною
- Срібна медаль «За хоробрість» (Австро-Угорщина) 1-го класу
- Військовий Хрест Карла